# Conus cercadensis
Conus cercadensis é uma espécie de gastrópode do gênero Conus, pertencente à família Conidae.